# تيبور دونر
تيبور دونر (بالإنجليزية: Tibor Donner)‏ هو مهندس معماري نيوزيلندي، ولد في 19 سبتمبر 1907 في سوبتيتسا في صربيا، وتوفي في 11 مارس 1993 في أوكلاند في نيوزيلندا.